# The Case of the Speluncean Explorers

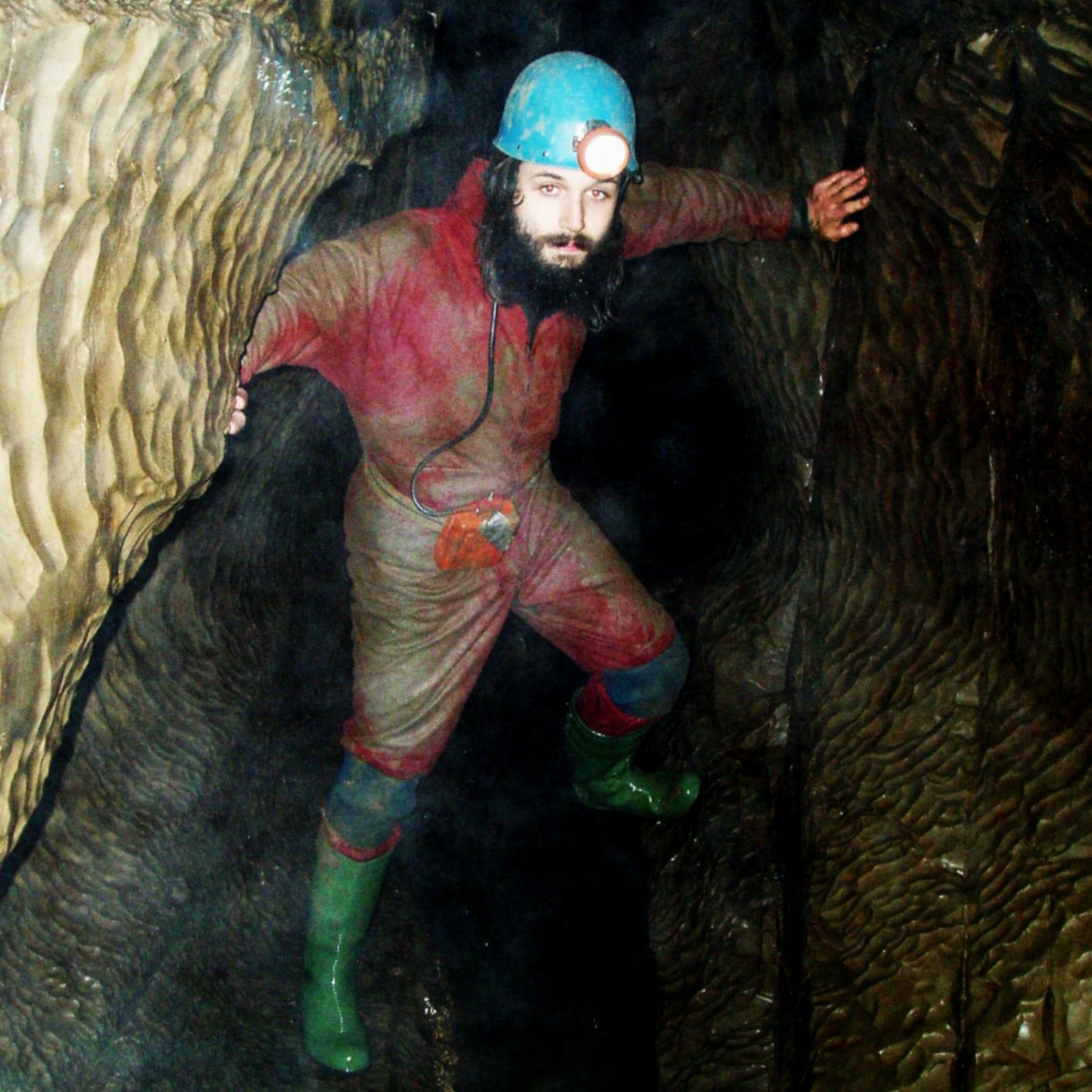
Hipotetyczny kazus Fullera dotyczy grupy grotołazów, którym grozi śmierć głodowa w wyniku uwięzienia w jaskini przez zapadlisko. Aby jej uniknąć, czterech z nich zabija i zjada piątą osobę.

The Case of the Speluncean Explorers (pol. Kazus grotołazów) – artykuł amerykańskiego teoretyka prawa Lona L. Fullera, opublikowany w 1949 roku w czasopiśmie Harvard Law Review. Artykuł prezentuje czytelnikowi moralno-prawny problem wraz z pięcioma możliwymi rozwiązaniami pod postacią opinii prawnych sędziów fikcyjnego “Sądu Najwyższego Newgarth” (Supreme Court of Newgarth), obradującego nad tytułową sprawą w 4300 roku.
Kazus dotyczy hipotetycznego trudnego przypadku pięciu grotołazów, uwięzionych w jaskini w wyniku osunięcia ziemi. Udaje im się nawiązać kontakt radiowy z ratownikami, ale dowiadują się, że najprawdopodobniej umrą z głodu nim zostaną uwolnieni. Decydują więc, że jeden musi zostać zjedzony, aby inni przetrwali. Wyboru dokonują poprzez rzut kośćmi. Po tym, jak ocalała czwórka grotołazów zostaje uwolniona z jaskini, są oskarżeni i uznani za winnych zabójstwa swojego towarzysza. Kara śmierci jest jedyną przewidzianą w takiej sytuacji przez przepisy karne. Skazani odwołują się od wyroku do Sądu Najwyższego Newgarth. Chociaż przepisy są jasne i nie budzą wątpliwości, pięciu członków sądu staje przed trudnym zadaniem ze względu na moralne implikacje sprawy oraz silny nacisk opinii publicznej, stojącej po stronie grotołazów.
Artykuł przedstawia pięć opinii poszczególnych sędziów. Każdy z nich inaczej argumentuje swoją decyzję, czy uznać grotołazów za winnych. Dwóch głosuje za utrzymaniem skazującego wyroku, uznając prymat językowej, literalnej wykładni przepisu oraz  kładąc nacisk na konieczność respektowania podziału władz (ułaskawienie jest kompetencją władzy wykonawczej). Dwóch kolejnych sędziów głosuje za uchyleniem wyroku; pierwszy opiera swoją decyzję na "zdrowym rozsądku" oraz woli społeczeństwa, drugi zaś używa argumentów zaczerpniętych od szkoły prawnonaturalnej oraz uznaje wyższość celowościowej interpretacji prawa. Piąty sędzia, nie będąc w stanie podjąć decyzji, wstrzymuje się od głosu. Równy podział głosów oznacza utrzymanie wyroku śmierci.
Artykuł Fullera nazwano “klasykiem jurysprudencji" oraz “mikrokosmosem [dwudziestowiecznych] debat” w filozofii prawa. Ukazuje on różnice między jej poszczególnymi doktrynami, zwłaszcza między teorią prawa natury a pozytywizmem. Od czasu publikacji artykułu wielu różnych autorów napisało hipotetyczne sędziowskie opinie w sprawie grotołazów. Proponowane perspektywy obejmują m.in. naturalną szkołę prawa, pozytywizm, konsekwencjalizm, funkcjonalizm, kontekstualizm, realizm, pragmatyzm, feminizm, krytyczne studia nad prawem czy teorię jedynego słusznego rozwiązania Dworkina.

## Fakty
Stan faktyczny sprawy jest przedstawiony w pierwszej opinii, napisanej przez Prezesa Sądu Najwyższego Truepenny'ego.
Piątka grotołazów zostaje uwięziona w jaskini przez osunięcie ziemi. Mają ograniczone zapasy żywności, w samej jaskini zaś nie ma żadnych źródeł pożywienia. Na powierzchni ziemi trwa czasochłonna i kosztowna akcja ratunkowa. Dziesięciu robotników zostaje zabitych przez kolejne osunięcie. Dwudziestego dnia od uwięzienia grotołazom udaje się nawiązać kontakt radiowy z ratownikami. Dowiadują się, że nie zostaną uwolnieni wcześniej niż za kolejne 10 dni. Po konsultacji z lekarzami na powierzchni przekonują się, że ich zapasy najprawdopodobniej nie wystarczą do końca akcji i grozi im śmierć głodowa.

W The Case of the Speluncean Explorers zjedzona osoba została wybrana przez rzut kośćmi. Metoda ta była rozważana jako możliwy sposób wyboru ofiary w prawdziwej sprawie R. v. Dudley and Stephens.

Jeden z grotołazów, Roger Whetmore, pyta w imieniu wszystkich uwięzionych czy przetrwają 10 dni „jeśli skonsumują ciało jednego ze swoich”. Medyczni eksperci niechętnie potwierdzają. Whetmore pyta wtedy, czy powinni wybrać na chybił trafił osobę do zabicia i zjedzenia. Nikt nie odpowiada na drugie pytanie. Wkrótce potem kontakt radiowy zostaje stracony.
Po tym jak zapadlisko jest oczyszczone, okazuje się, że tylko czwórka grotołazów przeżyła. Roger Whetmore został zabity i zjedzony przez pozostałych. Grupa ocalałych zgodnie twierdzi, że to Whetmore zaproponował kanibalizm jako rozwiązanie krytycznej sytuacji. Również on wpadł na pomysł wyboru ofiary poprzez rzut należącymi do niego kośćmi.
W ostatniej chwili przed rzutem Whetmore podobno próbował wycofać się z umowy, chcąc zaczekać jeszcze tydzień "przed przyjęciem tak ohydnego i przerażającego środka". Pozostali nie zaakceptowali zmiany zdania i rzucili kośćmi za Whetmore'a (później ocalali twierdzili, że Whetmore uznał zastępczy rzut za sprawiedliwy). Wynik losowania okazał się dla niego nieszczęśliwy i został on zabity oraz zjedzony.
Po udanym zakończeniu akcji ratunkowej, ocaleni zostają oskarżeni o morderstwo Whetmore'a. Odnośny przepis stanowi, że "kto rozmyślnie odbiera życie innemu karany jest śmiercią" (whoever shall willfully take the life of another shall be punished by death), nie przewidując żadnych wyjątków związanych z okolicznościami sprawy. Ława przysięgłych ogłasza tzw. specjalny werdykt (special verdict), ograniczający się do stwierdzenia stanu faktycznego sprawy, bez ustalenia winy oskarżonych. Ostatecznie grotołazi (decyzją sędziego) zostają uznani za winnych zabójstwa.
W Newgarth jedyną karą za zabójstwo jest śmierć przez powieszenie. Zarówno członkowie ławy przysięgłej, jak i sędzia orzekający podpisują się pod petycją do Prezydenta o skorzystanie przez niego z prawa łaski i zamianę kary na sześć miesięcy pozbawienia wolności. Prezydent odmawia jednak działania póki Sąd Najwyższy rozpatruje apelację.

## Opinie sędziowskie
| Sędzia           | Punkty kluczowe | Szkoła prawna                              | Decyzja                                  |
| ---------------- | --- | ------------------------------------------ | ---------------------------------------- |
| Prezes Truepenny | - przepis jest jasny i powinien zostać zastosowany przez sędziego niezależnie od jego poglądów - ułaskawienie leży w gestii egzekutywy, nie judykatywy - Sąd Najwyższy powinien poprzeć skierowaną do Prezydenta petycję o ułaskawienie | pozytywizm                                 | utrzymuje wyrok, ale zaleca ułaskawienie |
| Sędzia Foster    | - oskarżeni byli w stanie natury i prawa Newgarth nie miały w ich sytuacji zastosowania; prawo natury pozwala na poświęcenie jednostki dla uratowania grupy - zakładając zastosowanie prawa Newgarth, należałoby przyjąć interpretację funkcjonalną; w przypadku wyroku skazującego główna funkcja prawa karnego – prewencja – nie byłaby spełniona | prawo naturalne                            | uchyla wyrok                             |
| Sędzia Tatting   | - krytykuje podejście Sędziego Fostera - zaproponowane prawo naturalne stawia swobodę umów nad prawem do życia - funkcjonalna interpretacja prawa sprawia trudności z powodu różnych, niekiedy sprzecznych celów prawa - nie jest w stanie podjąć decyzji ze względu na konflikt prawnych argumentów i emocji                                       | – (skonfliktowany doktrynalnie i moralnie) | wstrzymuje się od głosu                  |
| Sędzia Keen      | - krytykuje propozycję Prezesa Truepenny'ego dotyczącą petycji do Prezydenta, uważając za konieczne zachowanie ścisłego podziału władz; sędziowie powinni występować w tej kwestii wyłącznie jako prywatni obywatele - moralne względy nie mają znaczenia dla stosowania prawa                                                                      | normatywizm                                | utrzymuje wyrok                          |
| Sędzia Handy     | - sądy powinny brać pod uwagę opinię publiczną oraz "zdrowy rozsądek" - 90% obywateli żąda uwolnienia bądź złagodzenia kary dla skazanych - słyszał plotki, że Prezydent nie ma zamiaru skorzystać z prawa łaski | realizm prawniczy                          | uchyla wyrok                             |

### Prezes Truepenny
Pierwsza opinia w dużej mierze służy do przedstawienia czytelnikowi stanu faktycznego sprawy. Prezes Truepenny krótko stwierdza, że przepis jest niedwuznaczny, bez żadnych dających się zastosować wyjątków, a więc musi zostać zaaplikowany przez Sąd. Truepenny zaznacza, że prawo łaski należy do kompetencji egzekutywy, a nie judykatywy, ale pomimo tego sugeruje, że on i jego koledzy powinni podpisać się pod petycją skierowaną do Prezydenta. To pozwoliłoby na osiągnięcie sprawiedliwości "bez naruszania litery ani ducha naszych przepisów oraz bez żadnej zachęty do lekceważenia prawa".

### Sędzia Foster
Autor drugiej opinii, Sędzia Foster, opiera swoją decyzję na dwóch głównych argumentach. Po pierwsze, jego zdaniem oskarżeni znajdowali się w chwili dokonania zabójstwa w "stanie natury", a więc powinni być osądzeni według prawa naturalnego. Prawo natury pozwala na poświęcenie jednej osoby dla przetrwania większej grupy. Po drugie, nawet zakładając zastosowanie praw Newgarth, celowościowa wykładnia powinna zostać wykorzystana podczas interpretacji przepisów. Uznając za główny cel przepisu prewencję, Foster stwierdził, że utrzymanie skazującego wyroku nie przysłużyłoby się jego realizacji.
Foster zastanawia się również nad możliwym wykorzystaniem kontratypu obrony koniecznej do wykazania, że czyn dokonany przez grotołazów nie był "rozmyślnym" zabójstwem, a więc nie wypełnia znamion przepisu. Kontruje potencjalne obiekcje wobec takiego sędziowskiego aktywizmu sugerując, że choć do sędziów należy wykonywanie woli legislatorów, muszą oni robić to inteligentnie. Porównuje sędziów do służących, którzy muszą "czytać między wierszami" poleceń swoich panów; ścisła, dosłowna egzekucja może nie być zgodna z rzeczywistą intencją. "Korekta oczywistych błędów lub przeoczeń legislatury nie jest uzupełnianiem jej woli, ale czynieniem jej efektywną".

### Sędzia Tatting
Sędzia Tatting, autor trzeciej opinii, jest emocjonalnie "rozdarty między sympatią dla [oskarżonych] a wstrętem i obrzydzeniem wobec czynu, jakiego się dopuścili".
Tatting zdecydowanie nie zgadza się z rozumowaniem Sędziego Fostera, które doprowadziło go do podważenia skazującego wyroku. Ujemnie ocenia koncept "stanu natury" i umiejscowienie prawa kontraktu nad prawem przeciw zabójstwu. Tatting stwierdza także, że funkcjonalne podejście nie rozwiązuje sprawy, gdyż przepisy prawa karnego mają liczne cele, w tym karę oraz rehabilitację.
Tatting krytykuje również przywołanie przez Fostera obrony koniecznej. Jego zdaniem taka próba użycia kontratypu doprowadziłaby do "grzęzawiska ukrytych problemów". Ponadto Tatting powołuje się na sprawę Commonwealth v. Valjean, w której groźba śmierci głodowej nie została uznana za wystarczające usprawiedliwienie kradzieży bochenka chleba, nie wspominając już o zabójstwie. Te problemy prowadzą sędziego Tattinga do odrzucenia rozumowania sędziego Fostera jako "intelektualnie wadliwego i zakrawającego o prostą racjonalizację".
Pomimo odrzucenia argumentacji Fostera, Tatting nie jest w stanie zmusić się do przyjęcia przeciwnego stanowiska i skazania oskarżonych na śmierć. Stwierdza, że "niemal każda okoliczność wypływająca na decyzję jest równoważona przez inną, prowadzącą do przeciwnych wniosków". Zamykając swoją opinię krytyką decyzji prokuratora o postawieniu grotołazów w stan oskarżenia, sędzia "bezprecedensowo" postanawia wstrzymać się od głosu w sprawie.

### Sędzia Keen
Czwarta opinia zaczyna się od wykluczenia prawa łaski oraz moralnej strony działań oskarżonych jako czynników mających znaczenie dla rozważań sądu. Jedynym zadaniem sądu ma być stwierdzenie, czy oskarżeni rozmyślnie odebrali Whetmore'owi życie oraz odpowiednie zastosowanie przepisów prawa Newgarth. Keen krytykuje pozostałych sędziów za brak rozgraniczenia w ich analizie między moralnymi a prawnymi aspektami sprawy. Chociaż wolałby, żeby oskarżonym oszczędzono kary śmierci, Keen uważa za swój urzędowy obowiązek odłożyć na bok "osobiste uprzedzenia" odnośnie do idei sprawiedliwości podczas interpretacji i aplikacji przepisów prawnych.
Keen żywo sprzeciwia się celowościowemu podejściu Fostera, które zakłada ignorowanie jasnej litery prawa. Zwraca uwagę, że prawa mogą mieć różne, niekiedy sprzeczne ze sobą cele i bardzo trudno jest określić rzeczywisty "cel" danego aktu prawnego.
Keen wspomina wojnę domową w Newgarth, wywołaną przez sędziowski aktywizm, która doprowadziła do ustalenia prymatu legislatywy nad judykatywą. Kończy swoją opinię krytyką sądowego wprowadzenia kontratypu obrony koniecznej, stwierdzając że wprowadzenie tej rewizji poprzez proces legislacyjny doprowadziłoby do powstania silniejszego systemu prawnego.

### Sędzia Handy
W przeciwieństwie do pozostałych orzekających, piąty sędzia postawił na "pragmatyczne, zdroworozsądkowe podejście", nie opierając się wcale na abstrakcyjnych prawnych teoriach. Handy krytykuje swoich kolegów za przysłanianie prostoty sprawy "kurtyną legalizmów", podczas gdy wymaga ona jedynie zastosowania "praktycznej wiedzy" o "ludzkich realiach". Kładzie nacisk na konieczność dbania przez sądy o zaufanie publiczne. Przytłaczająca większość społeczeństwa stoi po stronie grotołazów, co jego zdaniem wskazuje na konieczność uwolnienia ich bądź przyznania symbolicznej kary. Handy uważa, że celowościowe podejście Fostera może zostać wykorzystane w takim przypadku jako prawnodoktrynalna podstawa.
Handy zwraca uwagę, że – poza niezdecydowanym Tattingiem – wszyscy jego koledzy podzielają zdanie opinii publicznej. Sędziowie głosujący za utrzymaniem wyroku uważają jedynie, że to nie do nich należy prawo oszczędzenia grotołazów od kary śmierci.

## Inspiracje i podobne sprawy
Podobne eksperymenty myślowe są znane już od starożytności. Filozof Karneades przedstawił problem dwóch rozbitków uwięzionych na morzu, dysponujących deską mogącą utrzymać na powierzchni tylko jednego z nich (deska Karneadesa). Zbliżone zagadnienie porusza dylemat wagonika.
Jedną z inspiracji dla Fullera była dziewiętnastowieczna cause célèbre załogi angielskiego jachtu Mignonette, którą groźba śmierci głodowej zmusiła do kanibalizmu. Prowadzona przeciw marynarzom sprawa R. v. Dudley and Stephens ustanowiła w angielskim common law precedens, zgodnie z którym stan wyższej konieczności nie może być podstawą obrony w sprawach o zabójstwo. Wpływ na Fullera mogły również mieć historia statku wielorybniczego Essex (która stała się inspiracją dla powieści Moby Dick) oraz sprawa United States v. Holmes (statek William Brown).